# Чабан-Гора
Чабан-Гора (крим. Çoban Oba), Чабанка — гора в Сімферопольському районі АРК, за 0,5 км на схід від Сімферополя.
Знаходиться у селі Ескі-Орда (Лозове), на лівому березі річки Курчи.
Схожа на конус, якщо дивитись з боку Ялтинського шосе. Є репер, схил розкреслений сосновими посадками.